# Джордж Скратчлі Браун
Джордж Скратчлі Браун (англ. George Scratchley Brown; нар. 17 серпня 1918, Монтклер, Нью-Джерсі — пом. 5 грудня 1978, Ендрюс, Меріленд) — американський воєначальник, генерал Повітряних сил США (1968), 8-й голова Об'єднаного комітету начальників штабів США (1974—1978) та 8-й начальник штабу Повітряних сил (1973—1974). Командувач Командування систем ПС та 7-ї повітряної армії. Учасник Другої світової та Корейської війн, а також війни у В'єтнамі.

## Біографія
Військова кар'єра
- 1936 — рядовий
- 1936 — капрал
- 11 червня 1941 — другий лейтенант
- 18 червня 1942 — перший лейтенант
- 20 жовтня 1942 — капітан
- 13 лютого 1943 — майор
- 27 серпня 1943 — підполковник
- 1 жовтня 1944 — полковник
- серпень 1959 — бригадний генерал
- 1962 — генерал-майор
- 1 серпня 1966 — генерал-лейтенант
- 1 серпня 1968 — генерал

Джордж Скратчлі Браун народився 17 серпня 1918 року у Монтклері, штат Нью-Джерсі, в родині армійського офіцера Тоборна Кея Брауна та його дружини Френсіс Кетрін. 1936 році після закінчення середньої школи поступив на інженерний факультет в університет Міссурі. Одночасно був також зарахований добровольцем до 128-го артилерійського дивізіону польової артилерії Національної гвардії Міссурі, де отримав звання капрала. 1 липня 1937 року, після того, як його батько зміг отримати клопотання представника Конгресу від штату Канзас, Джордж Браун поступив на навчання до Військової академії армії США.
11 червня 1941 року після успішного завершення навчання в Академії Брауну присвоїли звання другого лейтенанта та призначили до піхотного формування. Втім, він пішов добровольцем на навчання до повітряного корпусу Армії США.
20 серпня 1941 року Браун розпочав свою основну льотну підготовку на навчально-тренувальному літаку PT-19 у Пайн-Блаффі, штат Арканзас. Потім його перевели для продовження другого етапу підготовки на авіабазу Рендольф-Філд, штат Техас. Третя і остання фаза льотної підготовки пройшла на авіабазі Келлі-Філді, штат Техас, де 7 березня 1942 року Джордж Браун отримав відзнаку — крила пілота. 4 квітня 1942 року офіцера офіційно перевели до складу Повітряного корпусу, а 18 червня 1942 року його підвищили у званні до першого лейтенанта. Першим місцем проходження служби була авіабаза Барксдейл, штат Луїзіана, де він служив у 344-й бомбардувальної ескадрильї 93-ї бомбардувальної групи на важкому бомбардувальнику В-24 «Ліберейтор».
У серпні 1942 року Джордж Браун вилетів 93-ю бомбардувальною групою до Англії, де вона стала першою групою В-24 «Ліберейтор», яка увійшла до 8-ї повітряної армії США. Офіцер проходив службу на різних посадах, у тому числі командиром 329-ї ескадрильї. 20 жовтня 1942 року йому було присвоєне тимчасове звання капітана, 13 лютого 1943 року — майора, а 27 серпня 1943 року — підполковника. Високі втрати у бомбардувальній авіації, швидке розростання Повітряних сил проклали шлях до його швидкого просування по службових щаблях, яке, як вважало керівництво Брауна, до того він заслужив завдяки своїм видатним лідерським та бойовим навичкам і заслугам.
1 серпня 1943 року Браун виконував роль начальника штабу при плануванні та реалізації операції «Тайдл Вейв», рейді американської бомбардувальної авіації на нафтопереробні заводи в Плоєшті, Румунія. 93-тя бомбардувальна група разом у складі п'яти груп В-24 «Ліберейтор» здійснили рейд на Плоєшті з тимчасової бази у лівійському Бенгазі. Головний літак, яким керував командир групи, підполковник Аддісон Бейкер, був збитий. Браун перебрав на себе командування авіагрупою, і завершив проведення атаки, прорвавшись через потужну протиповітряну оборону німців над об'єктами ураження, та успішно здійснив переліт назад до Бенгазі. За мужність, сміливість та командирські якості він був відзначений хрестом «За видатні заслуги». За свої заслуги в боях у небі над Європою Джордж Браун також був нагороджений Срібною зіркою, двома хрестами льотних заслуг, трьома Повітряними медалями, французьким «Круа-де-Гер» з бронзовою пальмовою гілкою та британським хрестом «За видатні льотні заслуги».
8 квітня 1944 року Браун був призначений заступником начальника оперативного відділу 2-ї повітряної дивізії, 1 жовтня його підвищили у полковники. 9 листопада 1944 року, після успішного виконання 25 бомбардувальних місій, у відповідності до вимог того часу, офіцера повернули до США. 27 січня 1945 року Браун став помічником заступника начальника штабу А-3 у командуванні тренувань ПС у Форт-Верті, штат Техас.
У лютому 1946 року призначений до оперативного відділу Командування тренувань на авіабазі Барксдейл. У подальшому проходив службу на штабних посадах у Командуванні протиповітряної оборони.
17 липня 1950 року Брауна призначили командиром 62-ї авіаційної групи транспортної авіації на авіабазі Маккорд, де на озброєнні перебували транспортні літаки C-124 «Глоубмастер» II і C-119 «Флаїнг Бокскар», що здійснювали регулярні перельоти між Західним узбережжям та Японією. У червні 1950 року з початком війни в Кореї, роль 62-ї групи набула великого значення. У липні 1951 року Браун очолив 56-те крило винищувачів-перехоплювачів на базі ПС Селфрідж, штат Мічиган, у складі Командування ППО, хоча раніше він ніколи не літав на винищувачах. Офіцер почав удосконалювати свої льотні навички, літаючи на T-33, F-86 «Сейбр» та F-94 «Старфайр». 1 січня 1952 року Браун став заступником начальника оперативного управління 5-ї повітряної армії в Південній Кореї, а 15 липня 1952 року — його начальником.
6 червня 1953 року, після повернення до США, Браун очолив 3525-те навчальне крило на військово-повітряній базі Вільямса, штат Аризона. У серпні 1956 року він поступив на навчання до Національного військового коледжу, який закінчив у червні 1957 року. Служив в апараті начальника штабу ПС генерала Томаса Д. Вайта. У серпні 1959 року Браун був підвищений до бригадного генерала.
У серпні 1963 року Браун став командиром Східної транспортної повітряної армії, з базуванням на авіабазі Макгвайр, штат Нью-Джерсі. У вересні 1964 року його уповноважили командувати 2-ю Об'єднаною цільовою групою — об'єднаним міжвидовим підрозділом, сформованим для перевірки систем озброєння, щоб уникнути марного дублювання зусиль і витрат. У групі працював персонал усіх трьох видів збройних сил США. У травні 1966 року він став помічником голови Об'єднаного комітету начальників штабів генерала Ерла Вілера. 1 серпня 1966 року Браун був підвищений у генерал-лейтенанти.
1 серпня 1968 року Браун отримав посаду командувача 7-ї повітряної армії та одночасно головного став заступником командувача з повітряних операцій Командування військової допомоги США В'єтнаму (MACV), отримавши звання генерала. Як командувач 7-ї армії, він відповідав за всі бойові повітряні операції американського повітряного компоненту не тільки у В'єтнамі, де велися основні бойові дії, а й в усій Південносхідній Азії. У вересні 1970 року він повернувся з В'єтнаму і став командувачем Командування систем ПС, зі штаб-квартирою на авіабазі Ендрюс, Меріленд. Ця робота роботу над низкою проблемних проєктів, включаючи F-111.
1 серпня 1973 року, за рекомендацією секретаря ПС Роберта Сіманса, президент Річард Ніксон призначив Брауна начальником штабу Повітряних сил США. Коли у жовтні того ж року спалахнула чергова арабо-ізраїльська війна, Браун зрозумів, що ізраїльські ПС швидко втрачають витратні матеріали, такі як бомби та боєприпаси. Не чекаючи на згоду міністра оборони, він наказав доставити до Ізраїлю два ескадрильї F-4 «Фантом», оснащених засобами радіоелектронної протидії, а також 100 000 тонн бомб та боєприпасів. Деякі історики вважали, що без Брауна «поставки ніколи б не дійшли до Ізраїлю».
1 липня 1974 року генерал Джордж Скратчлі Браун був призначений головою Об'єднаного комітету начальників штабів. На час його перебування в посаді припали загострення з військово-політичної обстановкою через турецьке вторгнення на Кіпр у 1974 році та інцидент з «Маягуесом», останнім конфліктом війни у В'єтнамі в 1975 році із застосуванням американцями сили, та інші.
21 червня 1978 року у Брауна діагностували рак передміхурової залози та звільнили його через погане самопочуття. 5 грудня 1978 року він помер у лікарні повітряних сил Малкольм Роуз на військово-повітряній базі Ендрюс, штат Меріленд, і був похований на Арлінгтонському національному кладовищі, неподалік від свого бойового товариша по війні у В'єтнамі Крейтона Абрамса.